# レブロン
レブロン (Revlon Incorporated) は、アメリカの化粧品メーカー、ブランドである。
大恐慌の最中の1932年にニューヨークで、チャールズ・レヴソンと科学者の弟ジョゼフ、チャールズ・ラッチマン（RevlonのＬは彼に由来する）の3人で創業した。最初の商品はネイルエナメルだけであったが、6年後には大企業に成長。現在はスキンケア・メイク・香水も販売する国際的企業である。日本では、過去に百貨店での対面販売を行ったことがあるが、現在ではドラッグストアなどの陳列販売のみである。
2022年6月16日、米国にて破産申請した。

## イメージキャラクター
女優やスーパーモデルの起用で、1990年代には、シンディ・クロフォードやハル・ベリーが登場した。